# Sagor från Midgård
Sagor från Midgård (originaltitel Unfinished Tales) är en samling oavslutade sagor av J.R.R Tolkien som utgör grunden till bland annat Sagan om ringen. Boken är kommenterad av Christopher Tolkien och innehåller ett register där flera personer, platser och föremål beskrivs och vilka sidor i boken orden finns med på. Här kan man läsa om "Hur Tuor kom till Gondolin", berättelser som "Celeborn och Galadriel", "Jakten på ringen" och mycket mer. I boken finns mycket beskrivet och till alla texter finns tillägg och noter av olika slag. Sagor från Midgård innehåller en mängd fakta som kan göra vissa frågor från Sagan om ringen möjliga att besvara. Händelserna sträcker sig över första, andra och tredje åldern. Flera av berättelserna har publicerats i mer sammanhängande form i Silmarillion.